# Claude Ansgari
Claude Ansgari (de son vrai nom Jacqueline Ansquer,) est une poétesse française née en 1947. Elle est agrégée de lettres classiques, elle enseigne à Douarnenez, dans le département du Finistère.
Elle est régulièrement invitée à différents Salons et Festival bretons du livre,,

## Œuvre
- Le Passage des chats, La Part commune, 2011
- L'Éternelle Jeunesse des nuages, La Part commune, 2008[6],[1]
- Le Sceau d'améthyste, La Part commune, 2006[7]
- Le Bal des mouettes, La Part commune, 2004
- L'Orchestre des étoiles, La Part commune, 2003
- Plume : lettre à un chat disparu, La Part commune, 2001[8],[9]
- Quatuor pour une clémentine, La Renarde rouge, 1999[10]